# France Moulin
Pour les articles homonymes, voir Moulin (homonymie).
France Moulin est une avocate française du barreau de Toulouse, née le 11 mars 1962. 
Elle est la première avocate mise en examen et incarcérée pour « révélation d'informations à une tierce personne susceptible d'être mise en examen » en application de la loi Perben II. 

## Biographie
La mise en examen de France Moulin et son incarcération le 19 avril 2005 à la prison de Bourges provoquent de multiples manifestations visant à dénoncer la disposition de la loi Perben II qui serait attentatoire aux droits de la défense. France Moulin est libérée le 12 mai 2005 après vingt-trois jours d'incarcération. Elle reste sous contrôle judiciaire. Jugée en juin 2008 à Orléans, une peine de deux ans de prison dont vingt-deux mois avec sursis est requise contre elle. Elle est condamnée à un an d'emprisonnement avec sursis en septembre 2008.
Elle saisit la Cour européenne des droits de l'homme (CEDH) qui, par arrêt du 23 novembre 2010, considère qu'en France le procureur de la République n'est pas « une autorité judiciaire indépendante » d'après l'article 5 de la Convention européenne des droits de l'homme.